# Wybory prezydenckie na Słowacji w 1999 roku
Wybory prezydenckie na Słowacji, 1999 odbyły się 15 (pierwsza tura) oraz 29 maja (druga tura) 1999. W drugiej turze, Rudolf Schuster został wybrany prezydentem Słowacji.

## Wyniki 1 tury wyborów
| Kandydat/ka         | Bezwzględna liczba głosów | Liczba głosów w proc. |
| Rudolf Schuster     | 1 396 950                 | 47,37 %               |
| Vladimír Mečiar     | 1 097 956                 | 37,23 %               |
| Magdaléna Vášáryová | 194 635                   | 6,60 %                |
| Ivan Mjartan        | 105 903                   | 3,59 %                |
| Ján Slota           | 73 836                    | 2,50 %                |
| Boris Zala          | 29 697                    | 1,00 %                |
| Juraj Švec          | 24 077                    | 0,81 %                |
| Juraj Lazarčík      | 15 386                    | 0,50 %                |
| Ján Demikát         | 4537                      | 0,15 %                |
| Michal Kováč        | 5425                      | 0,18 %                |

## Wyniki 2 tury
| Kandydat/ka     | Bezwzględna liczba głosów | Liczba głosów w proc. |
| Rudolf Schuster | 1 727 481                 | 57,18 %               |
| Vladimír Mečiar | 1 293 642                 | 42,81 %               |